# Esquerda Republicana (França)
A Esquerda Republicana (1871-1885) foi um grupo parlamentar francês, originalmente informal, que surgiu da oposição republicana de esquerda no antigo legislativo do Segundo Império Francês. Participava da Assembleia Nacional Francesa (eleita em 1871) no início da Terceira República Francesa, antes de se fundir com os radicais da "União Republicana" para formar a "União das Esquerdas".

## Formação
Reuniu republicanos moderados (oportunistas) de orientação liberal e posicionou-se entre a extrema-esquerda de Léon Gambetta e a Centro Esquerda de Adolphe Thiers. Seus principais líderes eram Jules Grévy, Jules Ferry  e Jules Simon. Durante a primeira legislatura efetiva da Terceira República (1876-1877), a Esquerda Republicana detinha o maior grupo na Assembleia, com 193 deputados. Porém, teve que lutar duramente contra o Presidente da França, Patrice de Mac-Mahon, de tendências monarquistas, eleito pela Assembleia anterior. O conflito resultou na crise de 16 de maio de 1877, que levou à dissolução da Assembleia. Contudo, com as eleições seguintes tendo renovado a maioria republicana, Mac-Mahon finalmente renunciou (em 1879), desta vez deixando o campo livre.

## Mudanças
A partir de então, a Esquerda Republicana, cujo principal representante, Jules Grévy, tornou-se Presidente da República, dominou o cenário político francês pelos vinte anos seguintes. Foi dentro desse grupo que a maioria dos ministros e altos funcionários foi escolhida. O termo "esquerda" deriva da posição desse grupo na Assembleia Nacional, em relação aos monarquistas que se situavam à direita. Com o fortalecimento dos radicais, personificados por Georges Clemenceau, a entrada dos socialistas e, ao mesmo tempo, o enfraquecimento e subsequente desaparecimento dos monarquistas e bonapartistas, que gradualmente se uniram à República, a Esquerda Republicana rapidamente se deslocou para a centro-direita.
Em fevereiro de 1882, após a queda do Gabinete Gambetta, o grupo adotou o nome de "União Democrática". Seus membros apoiaram todos os ministérios sucessivos até 1885, formando a "maioria ministerial". Após as eleições legislativas de 1885, o grupo se fundiu com as outras duas facções "oportunistas" da União da Esquerda: a União Republicana e os membros restantes da Centro-Esquerda. Do ponto de vista da continuidade histórica dos movimentos políticos, a Esquerda Republicana de 1871 pode ser considerada a ancestral da direita parlamentar francesa atual.